# John Patitucci
John Patitucci est un bassiste et contrebassiste de jazz américain d'origine italienne né le 22 décembre 1959.

## Biographie
Il commence à jouer la basse électrique à l'âge de 12 ans et la contrebasse à l'âge de 15 ans, ainsi que le piano un an plus tard. Il étudie la basse à San Francisco State University et à l'Université d'État de Californie à Long Beach.
Dans les années 1980, il fait ses débuts au sein l'Elektric Band de Chick Corea, où il joue de la guitare basse dans un contexte de jazz fusion.
Il revient petit à petit à la contrebasse, toujours avec Chick Corea au sein de son Akoustic Band, mais aussi avec Joey Calderazzo ou Hank Jones.
Dans les années 2000, il s'impose « comme l'un des maîtres contemporains » de la contrebasse dans le quartet de Wayne Shorter.
Les années 1990 signent un « retour au jazz » dans son travail en leader, avec des albums comme One More Angel (1997), Imprint (2000) ou Line by Line (en).
Il enregistre en 2009 Remembrance, en trio avec Joe Lovano et Brian Blade.
Paru en 2025, son album Spirit Fall s'inscrit dans la lignée de Remembrance, cette fois avec Chris Potter au saxophones et Brian Blade, considéré comme son meilleur.

## Récompenses
Il a remporté plusieurs Grammy Awards :
- 1989 : Grammy Award du meilleur jeu instrumental en groupe pour Chick Corea Akoustic Band (en), avec Chick Corea
- 2005 : Grammy Award du meilleur album de jazz instrumental pour Beyond the Sound Barrier (en), avec Wayne Shorter
- 2018 : Grammy Award du meilleur album de jazz instrumental pour Emanon (en), avec Wayne Shorter

## Discographie

### En tant que leader
- 1988 : John Patitucci (en)
- 1989 : On the Corner
- 1990 : Sketchbook (GRP)
- 1992 : Heart of the Bass
- 1993 : Another World (en)
- 1995 : Mistura Fina
- 1997 : One More Angel
- 1998 : Now
- 2000 : Imprint
- 2001 : Communion (en)
- 2003 : Songs, Stories Spirituals
- 2006 : Line by Line (en) (Concord Jazz)
- 2009 : Remembrance (Concord Jazz)
- 2015 : Brooklyn
- 2019 : Soul of the Bass (Three Faces Records)
- 2023 : Scenes from an Imaginary Film (Three Faces Records)
- 2025 : Spirit Fall (Edition Records)

### AvecWayne Shorter
- 2002 : Footprints Live! (en) (Verve Records)
- 2003 : Alegría (Verve Records)
- 2005 : Beyond the Sound Barrier (en) (Verve Records)
- 2013 : Without a Net (Blue Note)
- 2018 : Emanon (en) (Blue Note)

## Équipement
John Patitucci joue sur une Yamaha TRB JP et une Ken Smith, 6 cordes chacune. Il utilise des amplis Aguilar, notamment le Tone Hammer 500 et l'AG500. Il a choisi des cordes D'addario pour sa basse électrique et des Pirastro pour sa contrebasse.